# SM UB-52
SM UB-52 – niemiecki okręt podwodny typu UB III zbudowany w stoczni Blohm & Voss (Werk 297) w Hamburgu w roku 1917. Zwodowany 8 marca 1917 roku, wszedł do służby w Kaiserliche Marine 9 sierpnia tego roku. W czasie swojej służby SM UB-52 odbył 4 patrole, w czasie których zatopił 12 statków o łącznej pojemności 41 411 BRT oraz pięć uszkodził (27 076 BRT).

## Budowa
SM UB-52 był piątym z typu UB III, który był następcą typu UB II. Był średnim okrętem przeznaczonym do działań przybrzeżnych, o prostej konstrukcji, długości 55,3 metra, wyporności w zanurzeniu 651 ton, zasięgu 9040 Mm przy prędkości 6 węzłów na powierzchni oraz 55 Mm przy prędkości 4 węzłów w zanurzeniu. W typie III poprawiono i zmodernizowano wiele rozwiązań. Zwiększono moc silników Diesla do 1085 KM produkcji MAN SE, silników elektrycznych produkcji Siemens-Schuckert do 780 KM.

## Służba
9 sierpnia 1917 roku (w dniu przyjęcia okrętu do służby) dowódcą jednostki został mianowany porucznik marynarki (niem. Oberleutnant zur See) Otto Launburg, który wcześniej był dowódcą okrętu SM UC-37. Jednostka 13 października 1917 roku została przydzielona do służby we Flotylli Pola (niem. Deutsche U-Halbflotille Pola) z bazą w Kotorze.
W czasie swojej służby w Cesarskiej Marynarce Wojennej odbył cztery patrole, w czasie których zatopił i uszkodził 27 jednostek o łącznej pojemności 68 487 BRT. 
W czasie pierwszego patrolu UB-52 zatopił pięć statków oraz trzy uszkodził. Pierwszym był rosyjski statek pasażerski o napędzie parowym SS „Empress Ekaterina II” o pojemności 5545 BRT. Statek został zbudowany w 1913 roku w stoczni William Denny & Bros w Dumbarton dla rosyjskiego armatora Russian Steam Navigation & Trading Co z Odessy. Statek, który płynął z ładunkiem drobnicowym z Bizerty, 30 stycznia 1918 roku został storpedowany i zatopiony na północ od Bidżaja w Algierii.
Dwa dni później, 1 lutego na pozycji 37°25′N 4°18′E/37,416667 4,300000, SM UB-52 storpedował i zatopił, należący od 1915 roku do francuskiego Cie Generale Transatlantique, parowiec „La Dives” o pojemności 2108 BRT. Statek został zbudowany w 1897 roku w Amsterdamie w stoczni Nederlandsche Ship Maats, był używany do przewozu wojska oraz ładunku drobnicowego. W czasie rejsu z Marsylii do Bidżaja w Algierii statek przewoził żołnierzy. 134 osoby poniosły śmierć. 4 lutego 1918 roku UB-52 zatrzymał i zatopił żaglowy kuter rybacki „Maid Of Harlech” o pojemności 315 BRT. Tego samego dnia storpedował należący do Peninsular & Oriental Steam Navigation Company, statek pasażerski „Sardinia” o pojemności 6580 BRT. Statek płynął z Bombaju do Londynu. Wypłynął 27 stycznia z Port Saidu w konwoju oznaczonym HE5. Został trafiony i uszkodzony na pozycji 36°28′N 0°55′W/36,466667 -0,916667, około 60 mil od Oranu. W asyście jednego z okrętów eskorty, statek dopłynął do portu w Oranie. 9 lutego na pozycji 37°45′N 1°45′W/37,750000 -1,750000 UB-52 storpedował i uszkodził kolejny brytyjski parowiec płynący w konwoju oznaczonym symbolem OE9, „Antenor” o pojemności 5319 BRT. Podobnie jak „Sardinia” statek pod osłoną okrętów eskorty dotarł do portu w Algierze.
20 lutego 1918 roku na południe od Malty UB-52 zatopił dwa brytyjskie statki parowe płynące pod balastem. Najpierw na pozycji 35°07′N 14°01′W/35,116667 -14,016667 został zatopiony „Balgray” o pojemności 3603 BRT. Statek został zbudowany w Glasgow w 1903 roku. Płynął z Malty do portu w Safakis. Nikt z załogi nie zginął. Tego samego dnia około 10 mil na południe od miejsca zatopienia „Balgraya” UB-52 zatopił zbudowany w 1893 roku w stoczni C.S. Swan & Hunter w Newcastle parowiec „Zeno” o pojemności (2890 BRT). Statek należący do Turner, Brightman & Co. z Londynu płynął z Aleksandrii do portu La Goulette w pobliżu Tunisu.
W czasie drugiego patrolu, który miał miejsce w marcu i kwietniu 1918 roku, UB-52 zatopił cztery statki. Do pierwszego zatopienia doszło 17 marca na pozycji 38°49′N 6°32′W/38,816667 -6,533333, kiedy UB-52 storpedował i zatopił płynący z Safakis do Gibraltaru brytyjski parowiec „Ivydene” o pojemności 3541 BRT. Zbudowany w 1901 roku w stoczni W. Doxford & Sons, Ltd. statek płynął z ładunkiem fosforanów. W wyniku ataku śmierć poniosła jedna osoba. Następnego dnia w niedalekiej odległości od miejsca zatopienia statku „Ivydene” UB-52 zatopił kolejna dwie brytyjskie statki parowe. Pierwszym był pochodzący z 1899 roku „John H. Barry” (3083 BRT). Statek, który płynął z La Goulette do Barrow z ładunkiem rudy żelaza został zatopiony na pozycji 38°42′N 5°45′W/38,700000 -5,750000. W wyniku ataku śmierć poniosły 3 osoby. Drugim był zbudowany w 1911 roku w Swan, Hunter & Wigham Richardson, Ltd. parowiec „Saldanha” (4594 BRT). Statek został storpedowany 18 marca i poważnie uszkodzony. W dniu następnym ponownie storpedowany zatonął. Śmierć poniosło sześciu członków załogi. Czwartego kwietnia na południe od Malty UB-52 zatopił włoski statek parowy, zbudowany w 1877 roku w Sunderland, „Sincerita” (1722 BRT). 
W maju 1918 roku UB-52 odbywał swój ostatni patrol. 2 maja zatopił brytyjski parowiec „Flawyl” (3592 BRT). Statek, który został zbudowany w 1906 roku w stoczni Sunderland SB. Co., Ltd. w Sunderland odbywał rejs z ładunkiem metali z Malty do Bizerty. Został storpedowany około 30 mil na wschód od włoskiej wyspy Pantelleria. 9 maja na południe od Sardynii UB-52 storpedował i uszkodził francuski transatlantyk SS „Atlantique” (6479 BRT). Statek, zbudowany w stoczni należącej do francuskiego przedsiębiorstwa żeglugowego La Compagnie des messageries maritimes w La Ciotat, wszedł do służby 5 kwietnia 1899 roku. Jednostka odbywała rejs z Yokohamy do Marsylii. 3 maja 1918 roku wyszedł w morze z Port Saidu w składzie konwoju oznaczonego HE11. Został trafiony w prawą burtę. Uszkodzony statek pod ochroną slupa HMS „Cyclamen” dotarł do portu w Bizercie, gdzie został naprawiony. Dziewięciu przebywających na statku arabskich kierowców poniosło śmierć. 11 maja, 37 mil na południe od przylądka Spartivento na Sardynii UB-52 zatopił francuski statek „Suzette Fraissinet” (2288 BRT). 12 maja 1918 roku UB-52 zatopił największy statek w swojej historii. Był to należący do brytyjskiego armatora Orient Steam Navigation Co., Ltd. z Glasgow transatlantyk „Omrah” (8130 BRT). Ostatnim zaatakowanym przez UB-52 statkiem był brytyjski parowiec „Media” (5437 BRT). Zbudowany w 1911 roku w Glasgow statek płynął z ładunkiem drobnicowym z Londynu poprzez Gibraltar do Bombaju. Został zaatakowany torpedami na południe od Sycylii 1 maja 1918 roku i doznał uszkodzeń na pozycji 36°13′N 13°17′E/36,216667 13,283333. 
23 maja 1918 roku na pozycji 41°46′N 18°52′E/41,766667 18,866667, okręt został storpedowany i zatopiony przez brytyjski okręt podwodny HMS H4. Z załogi przeżyły tylko dwie osoby.